# UE Caloocan Soccer Field
UE Caloocan Soccer Field – wielofunkcyjny stadion w Caloocan na Filipinach. Jest obecnie używany głównie dla meczów piłki nożnej. Swoje mecze rozgrywa na nim drużyna piłkarska Caloocan F.C.